# Acontia citripennis
Acontia citripennis is een vlinder van de familie van de uilen (Noctuidae). De wetenschappelijke naam van deze soort is voor het eerst voorgesteld als Tarache citripennis door George Francis Hampson in een publicatie uit 1910.
De soort komt voor in Zimbabwe, Zuid-Afrika en Lesotho.